# Franciszek Spoto
Franciszek Spoto, właśc. wł. Francesco Spoto (ur. 8 lipca 1924 w Raffadali na Sycylii, zm. 27 grudnia 1964 w Erirze w Kongu) – włoski prezbiter i zakonnik, błogosławiony Kościoła rzymskokatolickiego.
Pochodził z religijnej rodziny. W 1936 wstąpił do Zgromadzenia Misjonarzy Sług Ubogich w Palermo. 22 lipca 1951 roku otrzymał święcenia kapłańskie z rąk kardynała Ernesto Ruffini. W wieku 35 lat został wybrany na przełożonego generalnego, po czym studiował teologię w Rzymie. W 1964 z powodu prześladowań zakonników i zakonnic wyjechał do Konga, gdzie z jego inicjatywy założono misję w Biringi. W ogarniętym wojną domową kraju dostał się wraz z braćmi zakonnymi do niewoli ateistycznych rewolucjonistów kongijskich, gdzie 11 grudnia 1964 został pobity przez partyzantów.
Zmarł 27 grudnia 1964 w Erirze po otrzymaniu sakramentu namaszczenia. Został pochowany w Biringi, a jego relikwie zostały przeniesione do Palermo w 1987 roku do parafii bł. Jakuba Cusmano.
Jego proces beatyfikacyjny rozpoczął się 16 grudnia 1992 roku. Został beatyfikowany przez papieża Benedykta XVI w dniu 21 kwietnia 2007 roku w Palermo.